# Хозяйка Медвежьей речки
«Хозяйка Медвежьей речки» — советский телефильм 1963 года режиссёра Владимира Храмова, по одноимённому рассказу Леонида Пасенюка.

## Сюжет
Действие происходит на Камчатке — в устье реки Медвежья, где, изучая лосось, на исследовательской станции работает младший научный сотрудник Института рыбного хозяйства юная Светлана Павлищева. Наблюдательный пункт — это две избушки, где, кроме неё, живут лишь старик-рабочий со вдовой дочерью Настей и внучкой. И в округе на десятки километров больше нет никого. Время от времени Светлана ездит в Петропавловск — сдавать отчёты о нересте лосося в институт, где её ласково называют «Хозяйка Медвежьей речки».
Весной на станцию возвращается после службы в армии предыдущий заведующий станицей Андрей — прежний Хозяин этой реки — прекрасно разбирающийся в местной природе, ловко управляющий лодкой, умеющий держать собак и готовить юколу, а также ладящий с местными медведями. Несколько месяцев они проведут вдвоём в разделённой простынёй на две части избушке… и случайно взяв читаемую Андреем книгу Крашенинникова «Описание земли Камчатки», она на закладке увидит карандашный набросок — свой портрет, и последует резкое объяснение.

Иногда ей казалось, что эта теснота, эта близость не могут не толкнуть Андрея к ней… и однажды ночью он придёт… И она, разумеется, ударит его, оттолкнёт, скажет самые жестокие слова, на какие только способна… Но Андрей не приходил! В конце концов это даже раздражало Светлану («Как будто он не мужчина!»), хотя она и сознавала, что крепко его обидела.
Скоро в институте станут говорить, что нет больше хозяйки Медвежьей речки — отступилась, сдала рубежи. Но именно тогда Светлана и почувствует себя настоящей хозяйкой этой речки…

## В ролях
- Лидия Шапоренко — Светлана
- Геннадий Крынкин — Андрей
- Юрий Горобец — Иван Степанович
- Татьяна Царапкина — Лера

## Литературная основа
Фильм снят по одноимённому рассказу Леонида Пасенюка, написанному в 1956 году.
Рассказ впервые напечатан в 1957 году в журнале «Огонёк», а через год издан в одноимённом сборнике в серии «Библиотечка „Огонька“» московского издательства «Правда».
Это первый рассказ о Камчатке и один из первых рассказов писателя — будущего автора более 30 книг о Камчатке, именем которого в 1990-е годы будет назван один из мысов острова Беринга. Рассказ был результатом поездки только что принятого в Союз писателей СССР писателя на Камчатку: уехав в командировку по направлению журнала «Огонёк», он там останется на 20 лет:

Творческие поездки тех лет на суровый северо-восток страны привели, быть может, к написанию лучших его лирико-романтических рассказов. На сборник «Хозяйка Медвежьей речки» отозвался Константин Паустовский: «Читаю и тихо радуюсь: какие хорошие простые рассказы без всяких претензий на „исключительность“».
Позже автор получит на Камчатке прозвище «Наш Хемингуэй», а рассказ станет «визитной карточкой» писателя — «Хозяйку Медвежьей речки» на Камчатке знали все:

В середине 60-х годов, в посёлке Козыревске, он появился у нас на лесной опытной станции: «Здравствуйте, я Леонид Пасенюк — писатель». Мы уже усвоили, что на Камчатке человека принимают не по этикетке на лбу, а по умению быть человеком. Но Леонид, почувствовав взгляд свысока, совершенно не смущаясь, тут же добавил, что он, конечно, не Толстой и не Некрасов, а лишь автор «Хозяйки Медвежьей речки». Это с ходу определило отношение к странному гостю.— Дмитрий Федорович Ефремов — учёный-лесовод, кандидат сельскохозяйственных наук, заслуженный лесовод России

### Издания
- Хозяйка Медвежьей речки: Рассказ. — Огонек, 1957, № 11 — стр. 17—20.
- Хозяйка медвежьей речки: Рассказы. — М.: Правда, (Библиотечка «Огонёк»; № 28), 1958 — 48 с. (тираж 150.000 экз.)
- Хозяйка Медвежьей речки // Цветные паруса: Рассказы / Ил.: А. Е. Глуховцев. — Краснодар : Кн. изд-во, 1957. — 127 с. (тираж 15000 экз.)
- Хозяйка Медвежьей речки // Нитка жемчуга: Рассказы и повесть / Ил.: В. Суриков. — М.: Молодая гвардия, 1960. — 299 с.
- Хозяйка Медвежьей речки: Повести и рассказы / Худож. Л. И. Лунин. — Краснодар: Книжное издательство, 1987. — 395 с. (тираж 30000 экз.)
- Хозяйка Медвежьей речки // Бурное время лососей: проза — Новая книга, 2007—475 с.
- Хозяйка Медвежьей речки // Журнал «Родная Кубань», № 1, 2011 — стр. 55-67

В 1999 году рассказ «Хозяйка Медвежьей речки» включён в хрестоматию для учащихся 5—9-х классов камчатских школ по программе «Литература родного края».
Стоит отметить, что текст рассказа отличается в издании 1960 года от опубликованной в 2007 году редакции рассказа 1956 года, в частности, отличается кульминационная речь героини:
| текст по изданию 1960 года | текст 1956 года по изданию 2007 года |
| --- | --- |
| — Да. Может, кое-чем я действительно поступилась, и это недорого стоит. Но ведь пришел настоящий хозяин — и сколько зато я приобрела! | — Да! Может, кое-чем я действительно поступилась. Но пришел хозяин — и как же иначе? А хозяйка — что ж… она всегда хозяйка. Без неё дела не будет. |